# Çlirim Hoxha
Çlirim Hoxha (ur. 21 listopada 1954 we Wlorze) – albański dziennikarz i pisarz, założyciel Związku Dziennikarzy w Albanii.

## Życiorys
W latach 90. ukończył studia na Wydziale Historyczno-Filologicznym Uniwersytetu w Tiranie. W 1997 roku wziął we Wlorze udział w protestach związanych z upadkiem piramid finansowych i w tym czasie współpracował z gazetą Koha Jone, gdzie na bieżąco publikował na temat mających tam miejsce wydarzeń.
W 1998 roku został zatrudniony jako korespondent gazety Zeri i Popullit.
W 1999 roku współpracował z Radiem Tirana, relacjonując w porannym programie sytuację w Albanii po przybyciu uchodźców z Kosowa i uczestniczył w zbiórce żywności dla nich. W tym samym roku został dziennikarzem gazety Shekulli.
W 2009 roku został dyrektorem Biblioteki Publicznej we Wlorze.

## Powieści[1]
- Aromë kafeje
- Lëngata e shpirtit (2003)
- Rrugë e vithisur (2003)
- Nëndetësja e plagosur (2005)
- Pashaliman (2008, wiersz)
- Ushtarët e botës (2008)
- Ditari i një murgeshe (2010)
- Bebi Skafisti (2013)
- Kodi i baltës së pjekur (2016)
- Vrasja e një kryeministri (2018)

## Nagrody
W 2006 roku otrzymał Nagrodę im. Petra Marki za powieść Nëndetësja e plagosur.